# Mourioux-Vieilleville
Mourioux-Vieilleville – miejscowość i gmina we Francji, w regionie Nowa Akwitania, w departamencie Creuse.
Według danych na rok 1990 gminę zamieszkiwało 629 osób, a gęstość zaludnienia wynosiła 25 osób/km² (wśród 747 gmin Limousin Mourioux-Vieilleville plasuje się na 206. miejscu pod względem liczby ludności, natomiast pod względem powierzchni na miejscu 237.).